# 60558 Echeclus
60558 Echeclus eller 174P/Echeclus är en centaur och komet. Den har fått sitt namn efter en kentaur som dödades i striderna med lapitherna.
Inledningsvis fick Echeclus en provisorisk beteckning som asteroid (2000 EC98) då man inledningsvis inte såg några tecken på att det skulle röra sig om en komet. Men i december 2005 visade Echeclus upp den för kometer typiska koman. Under 2006 fick därför kometen beteckningen 174P/Echeclus. Detta är den andra kometen som fått ett asteroidnamn efter Chiron. Normalt brukar annars kometer få sitt namn efter sin upptäckare.
Ytterligare tre kometer är även listade som asteroider: 133P/Elst-Pizarro (7968 Elst-Pizarro), 107P/Wilson-Harrington (4015 Wilson-Harrington) och 176P/LINEAR (118401 LINEAR).
Den 30 december 2005 när den befann sig 13,1 AU från solen bröts en del av kometen bort och gav upphov till ett 100 000 km stort gasmoln. Astronomer tror att det orsakats av en kollision eller av en explosion orsakad av att kolmonoxid förgasats.
Brett J. Gladman har i en artikel valt att kategorisera asteroiden som "Jupiter-kopplad", då Tisserands parameter ligger på 3,03 och Gladman föredrar en gräns mot Centaurer vid 3,05.

## Omloppsbanan
Omloppsbanan korsar Saturnus och sträcker sig in mot Jupiter. Påverkan från gasjättarnas gravitation gör att centaurernas omloppsbanor är instabila och riskerar att kastas in i eller ut ur solsystemet. Omloppsbanans beräknade halva livslängd är 610 000 år.

## Måne
En måne har fotograferats runt Echeclus. Det verkar som att den koma som observerats runt Echeclus är centrerad runt ett objekt som håller ett visst avstånd till Echeclus. Någon exakt förklaring runt detta fenomen och om det verkligen är en måne eller en bit som brutits loss är fortfarande oklart.